# Гузынцы
Гузынцы (эрз. Кузым) — село в Большеберезниковском районе Мордовии. Административный центр Гузынского сельского поселения.

## География
Расположено на речке Пиксаур, в 22 км от районного центра и 34 км от железнодорожной станции Саранск.

## Название
Название села Гузынцы (сами местные жители называют Кузым веле) отражает характер местности. Первоначально в селе дома располагались по склону на значительном расстоянии от речки Пиксаурки, на возвышенности, а потому, чтобы добраться до этих домов, нужно было подниматься в гору (по-эрзянски «подниматься» — куземс), отсюда, возможно, и происходит название села.

## История
Впервые упоминается как деревня Кляурня (Гузынцы тож) в «Книге сбора оброка с пчелиных заводов с ясашной мордвы Саранского уезда» (1704).
В «Списке населённых мест Пензенской губернии» (1869) Кляурное (Грузинцы) — село казённое из 194 дворов (1 488 чел.) Саранского уезда; действовали церковь, богадельня, базар.
В 1931 году в селе было 227 дворов (1 346 чел.).
В 1930-е гг. был создан колхоз им. Суворова, с 1997 года — отделение «Гузынское» птицефабрики «Атемарская».

## Инфраструктура
Дом культуры, библиотека, медпункт и 2 магазина.

## Население
На 2001 год численность населения составляла 253 человека.
| 2002 | 2010 |
| ---- | ---- |
| 235  | ↘229 |

## Достопримечательности
- Памятник-обелиск воинам, погибшим в Великой Отечественной войне.
- Возле Гузынц расположен курган (археологический памятник).
- Близ села расположен эрзянский могильник XVII — XVIII вв., который в 1927 году исследовали А. А. Гераклитов и А. А. Кротков.

## Известные жители

### Уроженцы села
- Т. П. Владимирова, И. И. Подгорнов — учёные.
- Н. В. Полин — краевед.
- Н. А. Кручинкин — руководитель республиканской молодёжной организации «Поиск».
- Н. Г. Никитин и Н. М. Никитина — педагоги.
- А. В. Малов — новатор в деле яичного и мясного птицеводства. Заводчик мясо-яичных кур породы "Царскосельская".

## Источник
- Энциклопедия Мордовия, В. А. Коротин.